# Felsőkelecsény
Felsőkelecsény ist eine ungarische Gemeinde im Kreis Putnok im Komitat Borsod-Abaúj-Zemplén.

## Geografische Lage
Felsőkelecsény liegt in Nordungarn, 32 Kilometer nordwestlich des Komitatssitzes Miskolc und 14 Kilometer der Kreisstadt Putnok an dem Fluss Csörgös-patak. Nachbargemeinden sind Zubogy, Rudabánya, Felsőnyárád, Jákfalva und Dövény.

## Sehenswürdigkeiten
- Millenniumsstele aus dem Jahr 2001

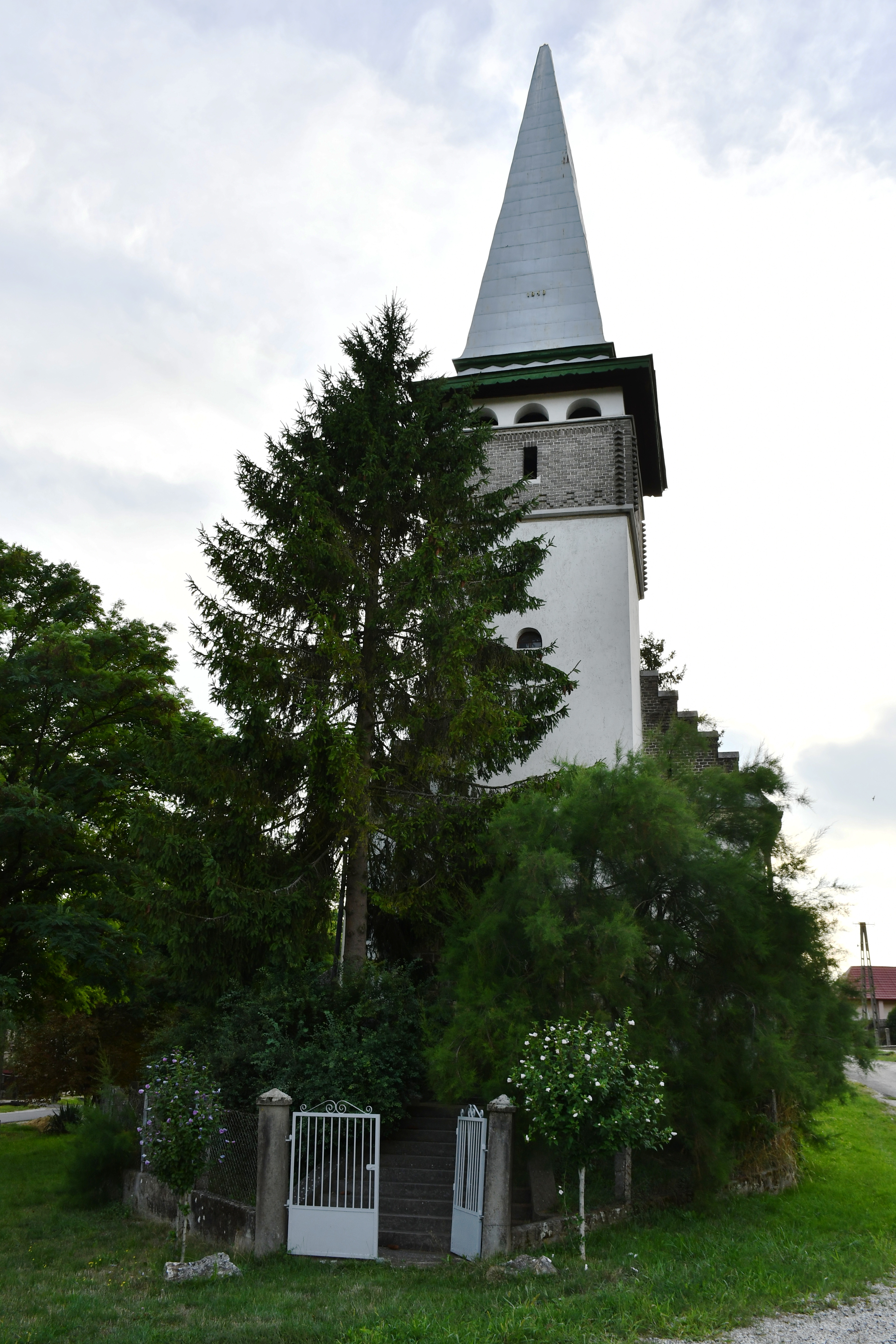
Reformierte Kirche

- Reformierte Kirche